# Nyírpazony
Nyírpazony är en ort i Ungern.   Den ligger i provinsen Szabolcs-Szatmár-Bereg, i den nordöstra delen av landet, 210 km öster om huvudstaden Budapest. Nyírpazony ligger 107 meter över havet och antalet invånare är 3 162.
Terrängen runt Nyírpazony är mycket platt. Runt Nyírpazony är det ganska tätbefolkat, med 134 invånare per kvadratkilometer. Närmaste större samhälle är Nyíregyháza, 6,9 km sydväst om Nyírpazony. Omgivningarna runt Nyírpazony är en mosaik av jordbruksmark och naturlig växtlighet.